# Constantin Z. Boerescu

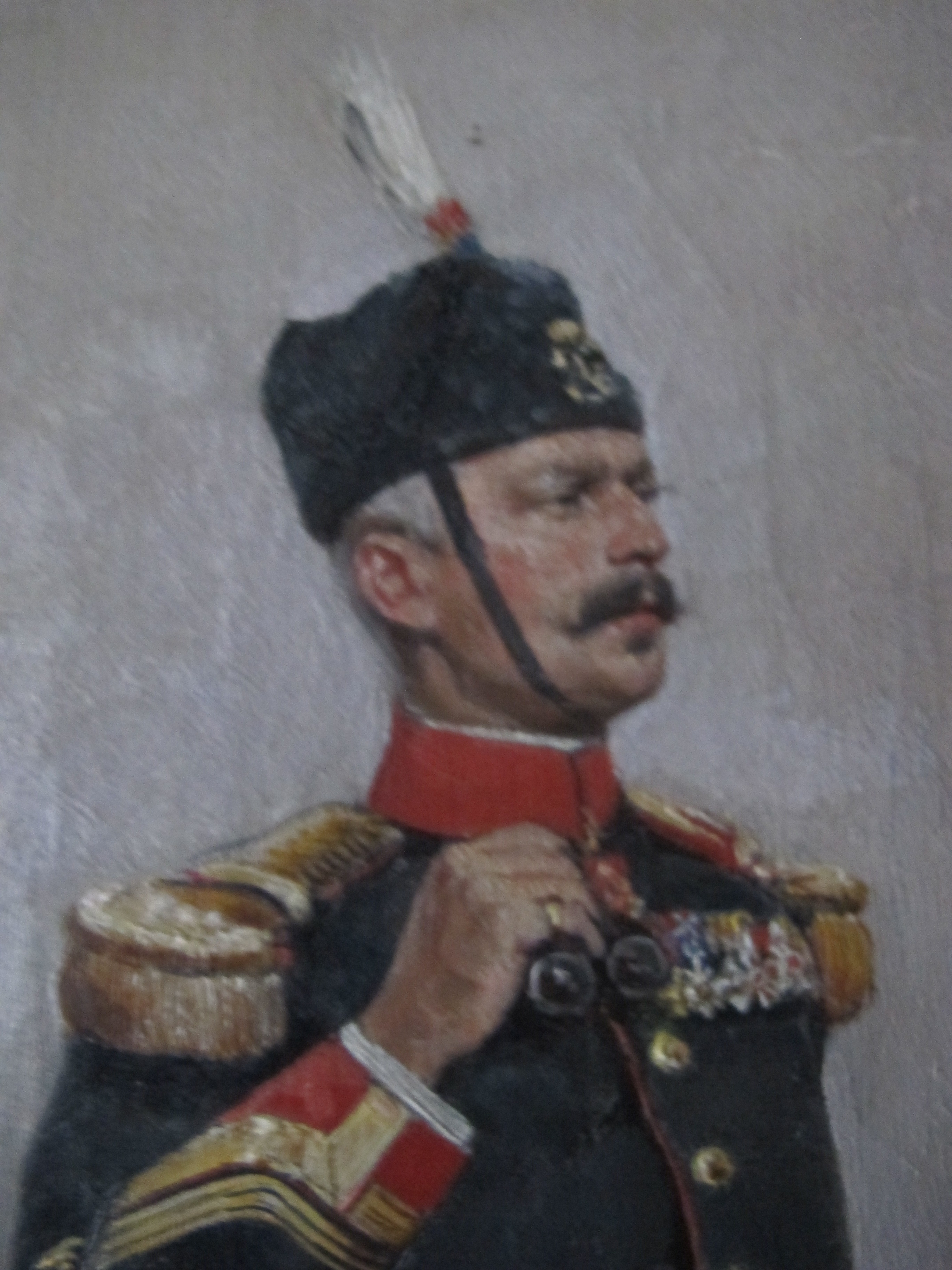
Col. Constantin Z. Boerescu in 1901, pictat de T. Ajdukiewicz

Constantin Z. Boerescu (n. 22 august 1854, Curtea de Argeș – d. 11 februarie 1915, București), veteran din Războiul de Independență al României, a fost unul dintre generalii Armatei României între anii 1906 și 1915. A îndeplinit funcția de comandant de divizie în campania anului 1913 din Bulgaria.

## Biografie
Constantin Z. Boerescu s-a născut în anul 1854, la Curtea de Argeș. Tatăl său a fost profesorul de limbă latină și teologie Zaharia Boerescu, originar din Banat, rector al Seminarului din Curtea de Argeș, anterior profesor la Seminarul din București (din 1837), participant la Revoluția de la 1848 în Giurgiu.
Constantin Z. Boerescu a urmat „Școala Fiilor de Militari, Iași” (Liceul Militar din Iași), apoi Școala Militară de Infanterie și Cavalerie din București, în urma absolvirii căreia va fi avansat la gradul de sublocotenent în 1875, în Batalionul de geniu.
În 1887 se căsătorește cu Alexandrina Socec (n.1868, d. 1952), fiica cunoscutului librar și editor Ioan V. Socec, cu care a avut doi fii: Pârvu Boerescu (1888-1978) și Neagu Boerescu (1889-1946).
A decedat la 11 februarie 1915, în București.

## Cariera militară
Sublocotenent, în Geniu (1875), Locotenent (1879), Căpitan (1882), Maior, în Infanterie (1888), Locotenent-colonel (1893), Colonel (1898), General de brigadă (1906), General de divizie în rezervă (1913).
După absolvirea Școlii militare de ofițeri, Constantin Z. Boerescu a luat parte ca sublocotenent în Compania a 4-a din Batalionul de geniu la Campania Armatei Române din Războiul de Independență al României, în anii 1877-1878, executând lucrări de fortificații la Barboși (Galați), la Calafat, la Corabia, și apoi la Plevna, unde se remarcă prin fapte de vitejie. Transferat în Compania 1 din Batalionul de geniu, a executat lucrări genistice la Rahova, Lom-Palanca, Vidin și Pitești. Mai târziu, a fost detașat la construirea forturilor „Cetății București” și a liniei ferate de centură a Bucureștiului, unde a condus lucrările la fortul Afumați (1885-1888). Constantin Z. Boerescu a fost avansat în anul 1993 în eșaloanele superioare ale armatei, în arma Infanteriei, funcțiile sale cele mai importante fiind cele de director-comandant al „Școalei Fiilor de Militari” din Craiova (1895-1896), de comandant al Regimentului 6 Infanterie „Mihai Viteazul” (1896-1903) și de comandant al Brigadei 17 Infanterie (din Dobrogea, între 10 mai 1903 și 1 aprilie 1910). În anii 1902 și 1903 a fost președintele „Cercului Militar” din București. A ieșit din cadrele active ale Armatei în anul 1910. A participat la cel de al Doilea Război Balcanic în calitate de comandant al Diviziei 5 Infanterie de rezervă (Corpul I Armată), fiind avansat în anul 1913 la gradul de General de Divizie - cel mai înalt grad al ierarhiei militare din acea vreme.

## Decorații și distincții
- Ordinul „Virtutea Militară” de aur (1878)[9],
- Medalia Apărătorilor Independenței[10],
- Crucea „Trecerea Dunării”,
- Medalia Comemorativă Rusă a Războiului din 1877-1878[11],
- Ordinul „Steaua României” în grad de Cavaler (1878)[12], în grad de Ofițer (1896)[13], în grad de  Comandor (1910)[14],
- Ordinul „Coroana României” în grad de Ofițer (1891)[15], în grad de Comandor (1909)[16],
- Ordinul bulgar „Sf. Alexandru”, cl. IV (1892)[17],
- Medalia „Avântul Țării”[18] ș.a.

## Iconografie
Constantin Z. Boerescu a fost pictat de artistul polonez Tadeusz Ajdukiewicz, în anul 1901, în calitate de comandant al Regimentului 6 Infanterie „Mihai Viteazul” (de Gardă), ca reprezentant al Infanteriei Române. Este înfățișat pe câmpul de instrucție de lângă București, în fruntea regimentului pe care îl comanda, împreună cu soldatul de ordonanță și cu calul său. Tabloul a fost reprodus în albumele „Armata Română”/ „L’Armée Roumaine”, Editura și Atelierele Grafice Socec & Co. (1902, cu ocazia împlinirii a 25 de ani de la Războiul de Independență) și s-a păstrat în familie, în posesia nepotului său, Pârvu Boerescu.

## Lucrări
- Câteva cuvinte asupra telegrafiei militare de campanie, de Căpitan C. Z. Boerescu, extras din „Revista Armatei”, anul 1, 1883, nr. 8, p. 495-513, nr. 9, p. 567-572, anul 2, 1884, nr. 1, p. 49-65, nr. 7, p. 425-436, nr. 8, p. 490-510.
- Manevrele armatei. Un răspuns ziarului „Adevĕrul” Nr. 532 [de maior C. Z. Boerescu], Broșură, cu un supliment, 1890.
- Concentrările și  manevrele din toamna anului 1891. Operațiunile Brigadei a 8-a de infanterie, de Maior C. Z. Boerescu, extras, 1891 (B.A.R., cota II 413294).
- Un cuvânt în favoarea introducțiunii esercițiilor de noapte în armata noastră, de Maiorul C. Z. Boerescu, Bucuresci, Lito-Tipografia Carol Göbl, 1891 (B.A.R., cota II 138741).
- Conferințe asupra Resboiului serbo-bulgar din anul 1885. Studiu strategic și tactic asupra operațiunilor armatelor beligerante, dupe mai mulți autorii, de Maiorul C. Z. Boerescu, Bucuresci, Tipografia «Voința Națională», 1892 (B.A.R., cota II 412988).
- Studiu asupra câtorva cestiuni tactice de actualitate, Conferință ținută ofițerilor Regimentului 4 Ilfov No 21, de Maior C. Z. Boerescu, Bucuresci, Lito-Tipografia Carol Göbl, 1893 (B.A.R., cota II 76413).
- Istoricul fortificației, [conferință ținută la Școala de fii de militari, de Lt.-Col. C. Z. Boerescu], (broșură multigrafiată) Craiova, 1896.
- Colonel C.Z. Boerescu, Manevrele Brigadei a 17-a infanterie din toamna anului 1903, Bucuresci, Stabiliment de arte grafice Albert Baer, 1904 (B.A.R., cota II 6641).
- Colonel C. Z. Boerescu, Adevăratele învățăminte trase din războaiele din urmă, București, Stabiliment de arte grafice Albert Baer, 1905 (B.A.R., cota II 1549).
- Colonelul C. Z. Boerescu, Dare de seamă asupra Concentrării Brigadei 17 Mixtă în tabăra de instrucție de la Constanța. Analiza operațiunilor executate și învățămintele ce s-au putut trage din ele, București, Stabiliment de arte grafice Albert Baer, 1905 (B.A.R., cota II 6663).
- Colonel C. Z. Boerescu, Cum s-au bătut rușii și japonezii în Răsboiul din Mandciuria. Analiza operațiunilor executate și învățămintele ce s-au putut trage din ele, București, Stabiliment de arte grafice Albert Baer, 1906 (B.A.R., cota II 3687).
- General C. Z. Boerescu, Darea de seamă asupra Călătoriei de instrucție executată de Brigada [a] 17-a infanterie în anul 1909 în nordul Dobrogei. Extras din „Revista Armatei”, București, Institutul de arte grafice «Eminescu», 1910.
- Dare de seamă asupra Concentrării și manevra Brigadei 17-a mixtă din toamna anului 1909, de General C. Z. Boerescu. Extras din „Revista Armatei”, București, Institutul de arte grafice «Eminescu», 1910 (B.A.R., cota II 19724).
- Constantin Z. Boerescu, Memorii din Campanie, 1877-1878, Ediție îngrijită de Pârvu Boerescu. Prefață: Petre Otu, București, Corint, 2003. [Manuscrisului Memoriilor îi sunt anexate Scrisorile lui C.Z.B. și Documente (Ordinele de lucru primite de C.Z.B.)]